# الاروي (مناخة)

تعديل مصدري - تعديل

الاروي هي إحدى قرى عزلة المغارب السفلى بمديرية مناخة التابعة لمحافظة صنعاء، بلغ تعداد سكانها 237 نسمة حسب تعداد اليمن لعام 2004.